# Tomás Gomensoro
Tomás José del Carmen Gomensoro Albín, né le 22 janvier 1810 dans la bande Orientale et mort en 1900 à Montevideo est un homme d'État uruguayen.
Il est le président de l’Uruguay du 1er mars 1872 au 1er mars 1873. 

## Biographie
Membre du Parti colorado, c'est un homme politique du XIXe siècle, qui a été sénateur du département de Salto en 1852 et maire de la ville de Salto.